# 艾耶格贝尼·雅库布
雅库布·艾耶格贝尼（英語：Yakubu Aiyegbeni，1982年11月22日—）是尼日利亞已退役職業足球員，司職前鋒，曾效力中国足球超级联赛球會广州富力 。

## 生平
早年
耶古保在效力以色列球隊海法马卡比開始成名，並曾外借至其他球會一個球季。回歸海法馬卡比後，他奪得兩次聯賽冠軍，並創造了驚人的入球紀錄，打破了球會在在國內及歐洲比賽的紀錄。他曾在欧洲足球联合会冠军联赛中對戰希臘球隊奥林匹亚科斯的比賽中大演帽子戲法。
轉戰英格蘭聯賽
2003年1月，耶古保離開海法馬卡比，轉戰英格蘭球會樸茨茅夫，球隊更在該個球季奪得英格蘭甲組聯賽（現稱英格蘭冠軍聯賽）冠軍，得以升上英超角逐。
2005年，耶古保離開樸茨茅夫，並以750萬英鎊轉會費加盟另一英超球會米杜士堡。他在米杜士堡最令深刻的印象是於河畔球場為球隊攻入第三入球，協助球隊以3-0大破當時位列英超榜首的球隊車路士，令對手吃下該個賽季中的第二場敗仗。此外在米杜士堡以4-1擊敗曼聯和以2-1擊敗阿仙奴的比賽中，耶古保也同樣有入球進帳。
2007年8月，愛華頓以破球會的轉會費紀錄的1,125萬英鎊簽下耶古保。他在代表愛華頓上陣的處子戰中，開賽後10分鐘便取得他在新球會的第一個入球，最後愛華頓並以2-1擊敗主隊保頓。其後愛華頓主場3-0大勝富咸的聯賽中，耶古保更加大演帽子戲法，個人包辦3個入球。
但他一直被傷患困擾而影響演出，於2011年1月13日被外借至英冠球會莱斯特城直到球季結束，更可於季後正式加盟。1月15日作客首戰普雷斯頓即射入1球；1月22日主場4-2擊敗米禾爾，他除射入1球後，更交出兩次助攻，表現可人。在隊中佔據重要席位，耶古保表示希望在夏季正式加盟李斯特城，於借用4個月期間上陣19場已射入10球，他在季末再次表明願意留在英冠角逐。
2011年8月31日在轉會窗關閉前一天，耶古保轉投布力般流浪，簽訂三年合約，身價沒有透露。
中国
2012年6月28日，雅库布和中国足球超级联赛球會广州富力签约三年。雅库布在加盟后首秀就攻破了广州恒大的球门，帮助球队1比0赢得广州德比。在2012后半赛季中超联赛中雅库布共打进8球。2013赛季，雅库布以15个进球位列中超射手榜并列第三，并为队友贡献了5次助攻。2014年1月25日转会至赖扬足球俱乐部。
再轉戰英格蘭聯賽
2015年2月2日，耶古保離開赖扬，轉戰英格蘭球會雷丁。

## 榮譽
海法馬卡比
- 以色列足球超级联赛冠軍：2000/01年、2001/02年；
- 以色列國家杯亞軍：2001/02年；

樸茨茅夫
- 英格蘭甲組聯賽 〈第二級〉冠軍：2002/03年；

米杜士堡
- 歐洲足協杯亞軍：2005/06年；